# Lịch sử nước ta (thơ)
Lịch sử nước ta là một cuốn sách với bài diễn ca cùng tên viết về lịch sử Việt Nam, do Hồ Chí Minh sáng tác cuối năm 1941 tại Pác Bó, Cao Bằng. Bài thơ gồm 208 câu thơ lục bát dễ thuộc, dễ hiểu, phù hợp với tình hình Việt Nam lúc bấy giờ là hơn 95% dân số mù chữ.

Hai câu đầu bài thơ đã trở nên phổ biến và nổi tiếng trên khắp Việt Nam:
| “             | Dân ta phải biết sử ta, Cho tường gốc tích nước nhà Việt Nam. | ” |
| — Hồ Chí Minh |                                                               |   |

## Bố cục

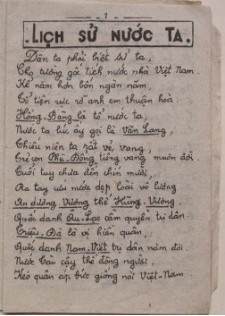
Phần đầu bài thơ Lịch sử nước ta

Bài thơ gồm 208 câu lục bát, tiếp sau đó là niên biểu lịch sử Việt Nam, được ông đặt dưới tên gọi Những năm quan trọng, gồm 30 cột mốc, bắt đầu từ mốc trước Tây lịch "2879 - Hồng Bàng" và kết thúc là mốc: "1945 - Việt Nam độc lập".
Bộ Tuyên truyền của Việt Minh xuất bản và phát xuống cơ sở vào tháng 2 năm 1942.
Phần niên biểu kết thúc là mốc: "1945 - Việt Nam độc lập", đây được coi là một lời "tiên tri" chính xác kỳ lạ. Vì bài thơ viết năm 1941, vậy mà Hồ Chí Minh đã dự đoán chính xác Việt Nam sẽ giành được độc lập vào năm 1945 (Cách mạng Tháng Tám lập ra nước Việt Nam độc lập diễn ra vào đúng năm đó).

## Miêu tả cuốn sách
Cuốn sách được viết bằng tập giấy dó mỏng dính, khổ 9 x 15 cm. Trong đó, Hồ Chí Minh đã tường thuật cả tiến trình hơn 4.000 năm lịch sử "dựng nước và giữ nước" cho đến đầu thế kỷ 20. Tất cả chỉ 14 trang (có hai trang mục lục), có nhắc tới đủ hết các triều đại, nhân vật lịch sử Việt Nam. Khi xuất bản cuốn sách này, Hồ Chí Minh vừa là tác giả vừa là biên tập viên, vừa là người trình bày, vừa là họa sĩ minh họa, đồng thời lại là thợ in và sửa morasse. Vào thời gian xuất bản cuốn sách được in bằng thạch bản. Bên trong sách, còn có hình minh họa (sáu bức tranh): ông Đề Thám cưỡi ngựa, Lý Thường Kiệt cầm kiếm, Hai Bà Trưng cưỡi voi xung trận... do chính tay Hồ Chí Minh vẽ.

## Câu thơ tiêu biểu
| “             | Dân ta phải biết sử ta, Cho tường gốc tích nước nhà Việt Nam. Kể năm hơn bốn ngàn năm, Tổ tiên rực rỡ, anh em thuận hòa. | ” |
| — Hồ Chí Minh | |   |